# Ciudadela de Gazni
La Ciudadela de Gazni (o Guznee, Gazna) es una gran fortaleza medieval ubicada en la ciudad de Gazni, en el centro-este de Afganistán. Fue construida en el siglo XIII alrededor de la ciudad de Gazni para formar una ciudad amurallada. La ciudadela, con 45 metros de altura, domina todo el horizonte.
La ciudadela corre el riesgo de ser destruida debido a múltiples amenazas. Ya más de la mitad de las 32 torres originales de la ciudadela han sido destruidas o severamente dañadas con el colapso de una torre que se grabó en video en junio de 2019 y se compartió ampliamente en las redes sociales. La ciudadela está ubicada en el centro de la ciudad y se encuentra cerca de las principales carreteras. La falta de fondos para ayudar en la preservación del sitio, las fuertes lluvias y la guerra civil en curso del país han contribuido aún más al colapso de la ciudadela.

## Historia

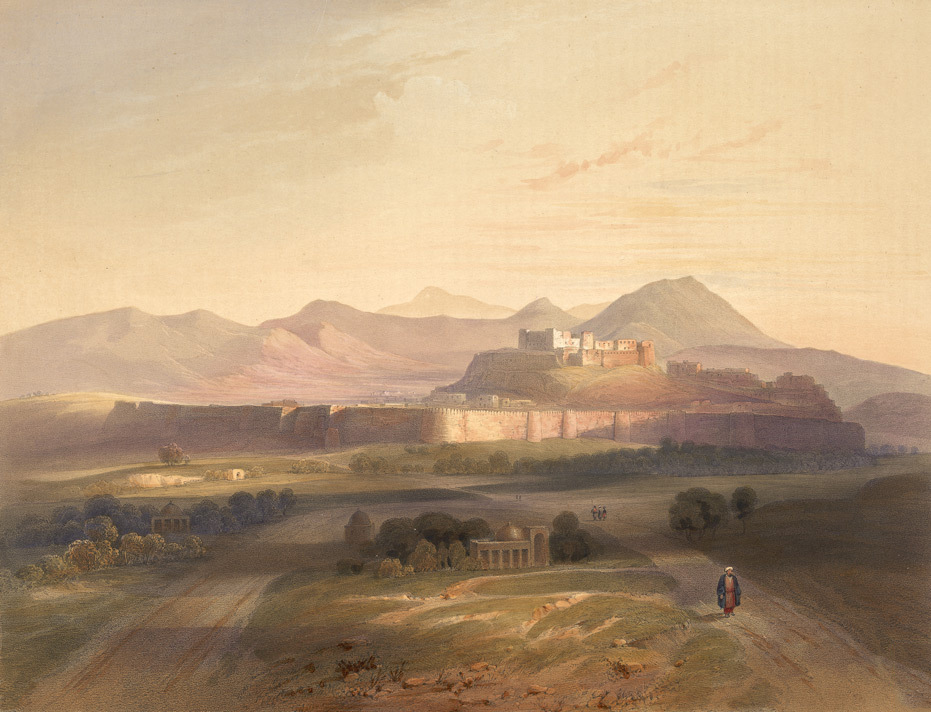
Ciudad y ciudadela de Gazni, pintura de James Rattray, 1839-1842

En 962, Alptegin, comandante mameluco del Imperio samánida, atacó Gazni y sitió la ciudadela durante cuatro meses, con la compañía de Sabuktigin. Ambos lograron arrebatar a Gazni de las manos del gobernante Lawik, Abu Bakr Lawik.
En 1839, la ciudadela fue el sitio de la batalla de Gazni durante la primera guerra anglo-afgana, cuando las tropas británicas asaltaron y capturaron la ciudadela.
El 14 de junio de 2019, una torre se derrumbó debido a las fuertes lluvias y la posible negligencia del gobierno.

## Estado actual
La antigua ciudadela de Gazni se encuentra en un estado de deterioro. Muchas de las torres y muros de la fortaleza se están derrumbando. Décadas de guerra y la continua inestabilidad política en Afganistán han contribuido al deterioro de la fortaleza, a la vez que ambas causas, sumada a la falta de fondos, han obstaculizado los esfuerzos de restauración.
En junio de 2019, una de las 32 torres originales del fuerte se derrumbó y fue captada en video y publicada en las redes sociales, lo que generó llamados internacionales para que el gobierno afgano y la comunidad internacional hicieran más para preservar el patrimonio cultural del país.

## Galería
|                                                                                       |
| Tropas anglo-indias atacan la ciudadela durante la primera guerra anglo-afgana, 1839. |

|                                                                                                  |
| Pintura de James Atkinson con la fortaleza de Gazni en el fondo de los minaretes de Gazni, 1839. |

|                                           |
| Muro de la ciudadela de Gazni, 1939-1940. |

|                                           |
| Torres redondas en la muralla, 1939-1940. |

|                                                                       |
| Ciudadela de Gazni, vista desde el monasterio budista de Tapa Sardar. |